# Itxas Begi
El Palacete Itxas Begi o Itxasbegi Etxea es un elegante y señorial palacete que se encuentra emplazado en la avenida de Zugazarte, del barrio de Las Arenas, municipio de Guecho, cercano a la ciudad de Bilbao. 

La obra fue diseñada en 1927 por el arquitecto  Rafael de Garamendi a petición de Fidel Astoreca Portuondo, quien había amasado una gran fortuna en Chile con el negocio salitrero. 
Representa un ejemplo de arquitectura del estilo neovasco popular, basado en el caserío, pero con elementos decorativos muy complejos, propios de un estilo más noble, que en su conjunto aportan al edificio un aspecto palaciego.

## Entorno

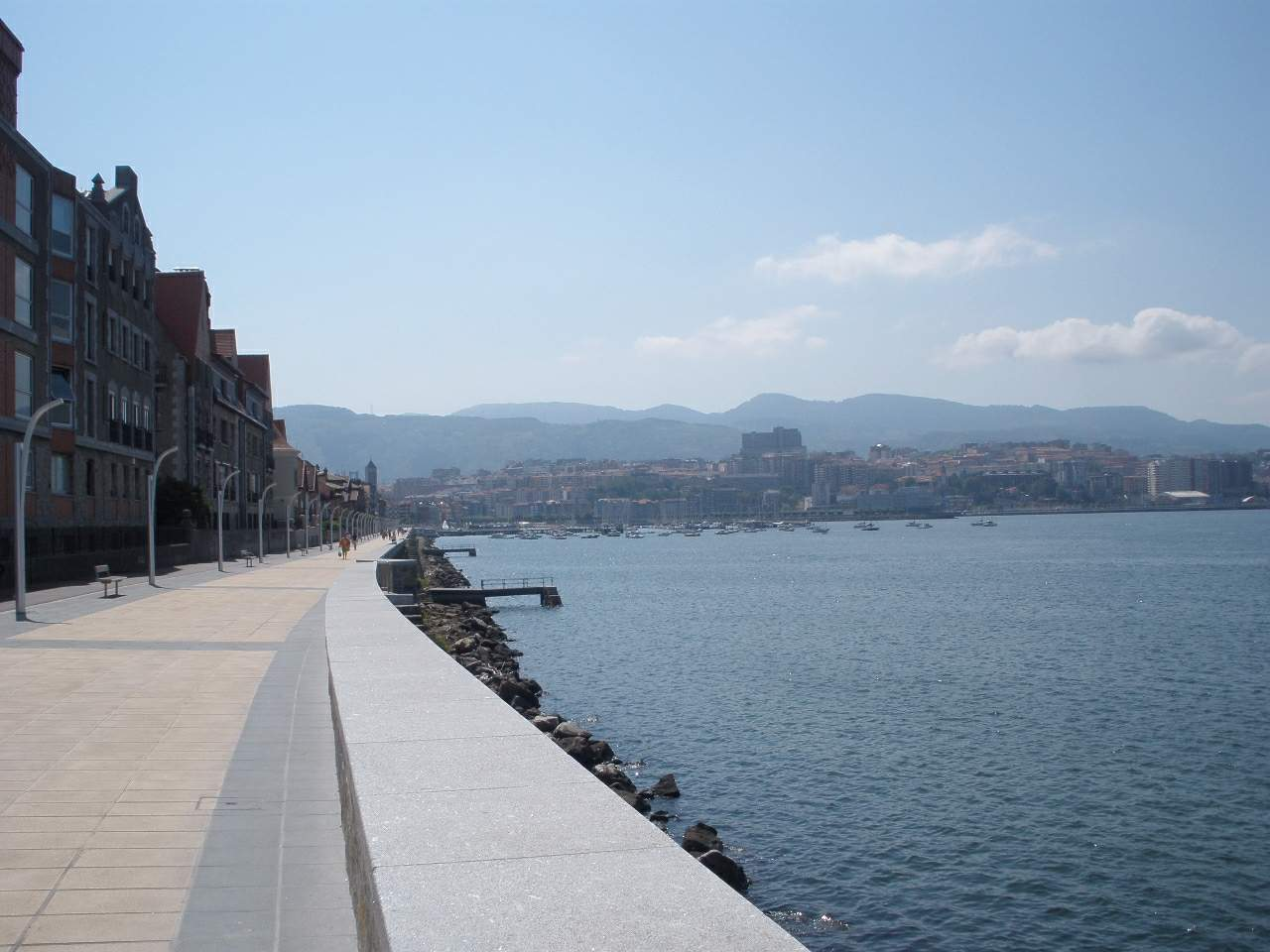
Vista del edificio frente a la bahía del Abra

Forma parte del conjunto de palacios y palacetes que se emplazan en la Avenida de Zugazarte en el barrio de Las Arenas, municipio de Guecho, donde destacan otros palacios como el Palacio Eguzkialde, también denominada popularmente como la "Casa de la Alcaldesa", el Palacio San Joseren, o el Palacio Kai-Alde.
Además se encuentra muy próximo a promontorio de Arriluce, donde se concentran un conjunto de espectulares palacios y mansiones de principios de siglo, pertenecientes a la alta burguesía, de los cuales destacan, entre otros, el Palacio Lezama Leguizamón que es un elegante y señorial palacio de principios del siglo XX, el Palacio Ampuero, diseñado en 1928 por el arquitecto Manuel María Smith, a petición del empresario y político José Joaquín Ampuero Del Río y su familia, o el Palacio de Arriluce, el cual mantiene desde un principio el carácter original de la obra del arquitecto Jose Luis Oriol, en este mismo emplazamiento sobre el Puerto de Arriluce se encuentra también el Palacio Mudela.

## Distribución
El palacete es un edificio exento, de planta cuadrangular y perfil movido, con cubierta de dominante doble vertiente. 
La fachada principal presenta un hastial adelantado y se alza en planta baja y dos alturas, que se organizan en cuatro ejes de vanos de variadas formas. La planta baja acoge el acceso, lateralizado, bajo un elegante porche de sección semicircular sostenido por columnas toscanas y vanos en arco de medio punto.
La primera altura luce una logia central en arcada de medio punto,flanqueada por dos vanos adintelados recercados de alfices barrocos. Se separa de la anterior por medio de una imposta escalonada y moldurada. La última planta está enmarcada por cuatro espolones pinjantes entre los que se abren vanos adintelados o triangulares y se decora con entramado de madera ficticio. El hastial luce, a partir de la primera altura, una profusa decoración a base de volutas en torno a una gran venera central. Se apareja totalmente en sillería, a excepción de la última planta,que es de ladrillo.  
La fachada contraria, orientada hacia el mar, mantiene una estructura similar. Allí destacan algunos elementos decorativos como la balconada central y el precioso oriel-window del primer piso. Posee un interesante jardín y murete de cierre. 
Tiene gran valor como ejemplar de arquitectura de inspiración volumétrica neovasca popular, esto es, basada en el modelo del caserío, pero presenta un programa decorativo muy complejo, repleto de elementos nobles, que terminan conformando una imagen palaciega. Su importante posición ambiental es indudable, ya que es una de las últimas grandes casas supervivientes en la fila entre Zugazarte y el Muelle de Las Arenas.

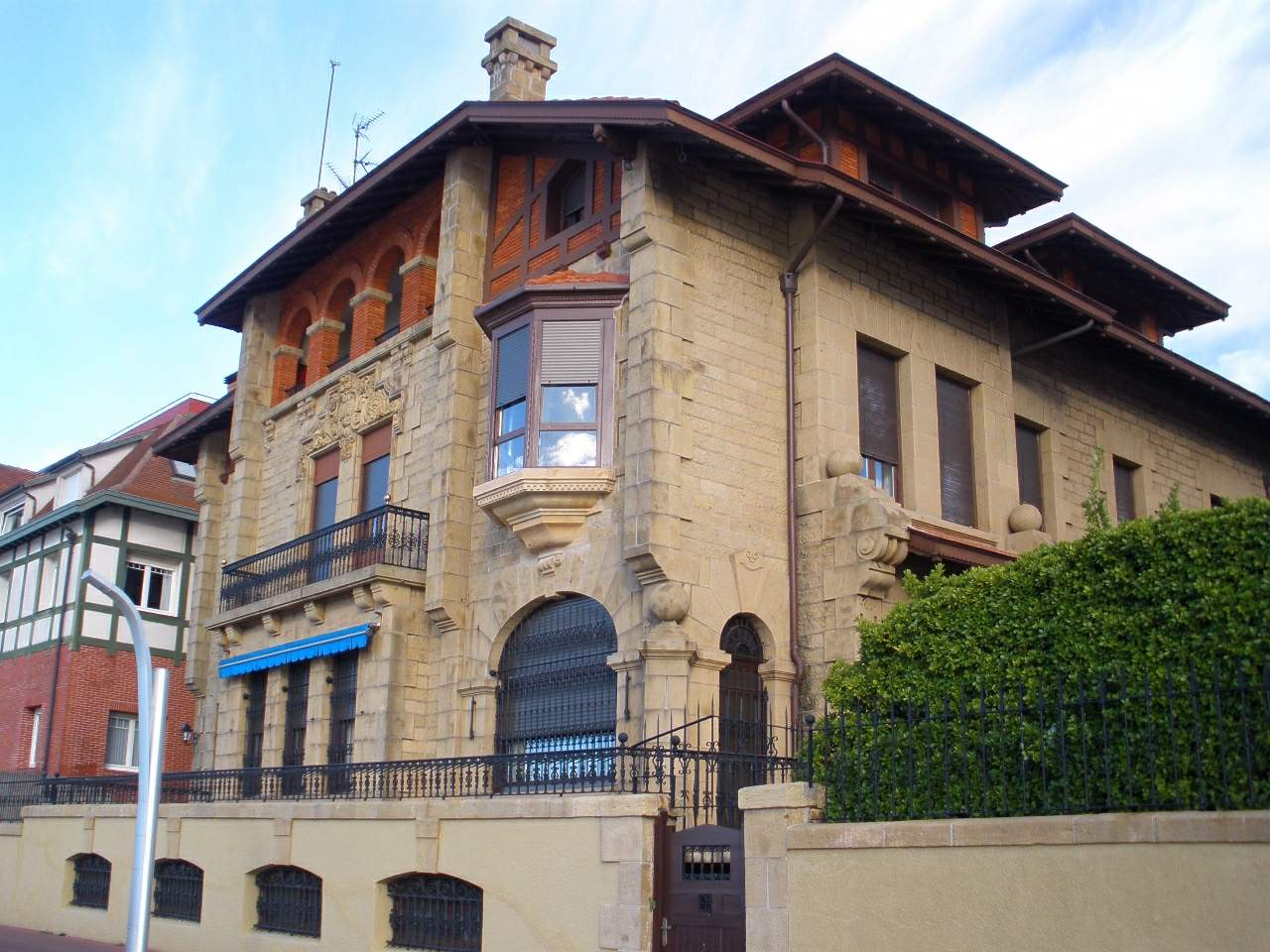
Vista lateral del edificio donde se muestra su volumétrica neovasca popular, basada en el modelo del caserío.

## Actualmente
El palacete ha sido reformado recientemente y se encuentra catalogado como Edificio de Especial Protección.

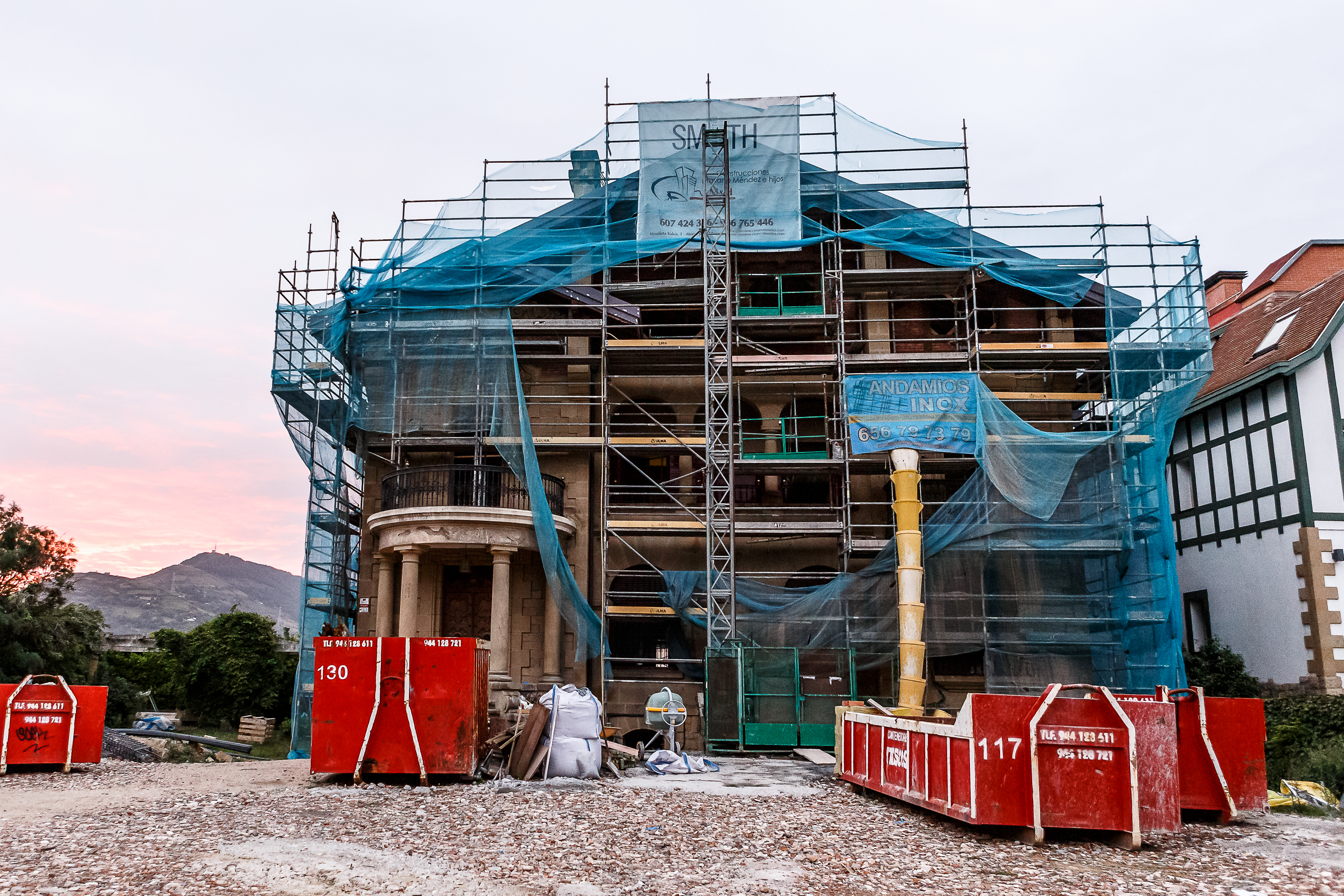
Situación del edificio durante el proceso de rehabilitación.